# تلاش برای ترور هیروهیتو

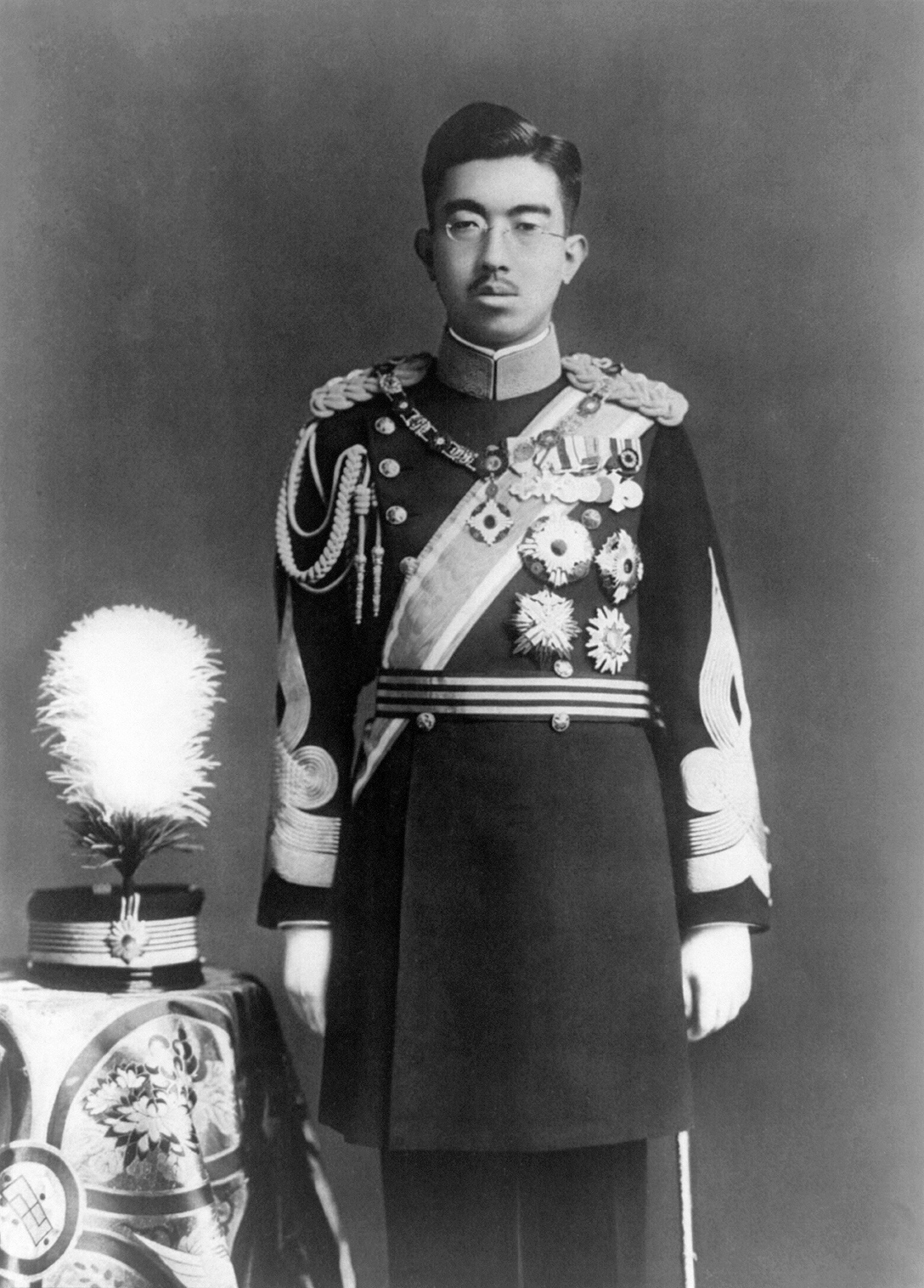
هیروهیتو در سال ۱۹۳۵

تلاش برای ترور هیروهیتو (انگلیسی: Assassination attempts on Hirohito)، در طول دهه‌های ۱۹۲۰ و ۱۹۳۰، سه سوء قصد برای ترور هیروهیتو، امپراتور ژاپن انجام شد. مهاجمان همگی یا مردم کره‌ای یا مردمان ژاپنی بودند. تلاش برای ترور هیروهیتو در سراسر سلطنت او به عنوان شاهزاده نایب السلطنه، و امپراتور ژاپن صورت گرفت. تمام تلاش‌های آنها با شکست مواجه شد. هر چهار قاتل بالقوه به اعدام محکوم شدند، اما یکی از آنها عفو شد و در نهایت آزاد شد و یک نفر در زندان خودکشی کرد.
در سال ۱۹۲۳، دایسوکه نانبا سعی کرد هیروهیتو را ترور کند. کانه‌کو فومیکو و پک یول هر دو برای ترور امپراتور در سال ۱۹۲۵ نقشه کشیدند. لی بونگ-چانگ در سال ۱۹۳۲ تلاش کرد تا امپراتور را در اتفاقی که به عنوان حادثه ساکورادامون (۱۹۳۲) ترور کند.

## سال ۱۹۲۳
در ۲۷ دسامبر ۱۹۲۳ حادثه تورانومون توسط یک کمونیسم به نام دایسوکه نانبا رخ داد.
این حادثه در مرکز شهر توکیو، ژاپن رخ داد. ولیعهد هیروهیتو در راه خود برای افتتاحیه چهل و هشتمین جلسه دایت ملی بود که پسر جوان، دایسوکه نانبا، با یک تپانچه کوچک به کالسکه او شلیک کرد. گلوله پنجره ای را در کالسکه شکست و یک نفر را مجروح کرد، اما هیروهیتو آسیبی ندید. انگیزه تلاش نانبا برای ترور تا حدودی ناشی از ایدئولوژی چپ او و همچنین تمایل شدید برای انتقام از مرگ کوتوکو شوسوی بود، که به دلیل نقش ادعایی‌اش در حادثه خیانت علیه حکومت ۱۹۱۰ اعدام شده بود. او همچنین می‌خواست انتقام کشتار هزاران کره‌ای و چپ‌گرای ژاپنی را در قتل‌عام کانتو بگیرد.
اگرچه نانبا ادعا می‌کرد که او عاقل است (نظری که در اسناد دادگاه مورد توافق قرار گرفته است)، اما در ۱۳ نوامبر ۱۹۲۴ او را دیوانه اعلام کردند، اعدام در ۱۳ نوامبر ۱۹۲۴ و دو روز بعد اعدام شد.

## سال ۱۹۲۵
کانه‌کو فومیکو یک زن فیلسوف آنارشیست بود که در سال ۱۹۰۳ در ژاپن به دنیا آمد. او با دوست و معشوق کره ای خود پک یول، گروه آنارشیستی «فوتی-شا» را تأسیس کرد که مقاله‌های زیادی را در مورد آنارشیسم و کنش مستقیم منتشر کرد. فومیکو و پاک هر دو به‌طور پیشگیرانه در جریان زلزله بزرگ‌سال ۱۹۲۳ بازداشت شدند. در طول بازداشت، آنها شهادت دادند که نقشه بمب‌گذاری برای ترور پسر امپراتور را داشتند که منجر به صدور حکم اعدام برای آنها شد. اگرچه آنها مورد عفو قرار گرفتند، فومیکو عفو را رد کرد و در سن ۲۳ سالگی خود را در زندان کشت.

## سال ۱۹۳۲
در اواخر سال ۱۹۳۰، فعال استقلالی کره لی بونگ-چانگ به دفتر مرکزی دولت در تبعید کره در شانگهای، جمهوری چین (۱۹۴۹–۱۹۱۲) رفت. لی به گروهی از کره ای‌ها پیشنهاد داد که باید به امپراتور حمله کنند. با شنیدن این پیشنهاد، کیم کو، یکی از رهبران برجسته دولت در تبعید کره، خود او را برای حمله به خدمت گرفت. برای این منظور، لی بونگ-چانگ، سازمان میهنی کره را ایجاد کرد که یکی از شاخه‌های مبارز دولت در تبعید کره بود.
حادثه ساکورادامون (۱۹۳۲) یک سوء قصد ناموفق علیه امپراتور هیروهیتو در ۸ ژانویه ۱۹۳۲، در دروازه ساکورادا در توکیو بود. این حمله توسط لی بونگ-چانگ، یکی از اعضای سازمان میهنی کره انجام شد. لی یک نارنجک به سمت امپراتور ژاپن پرتاب کرد، اما نارنجک نتوانست او را بکشد. لی در ۱۰ اکتبر ۱۹۳۲ به سرعت دستگیر، محاکمه، محکوم و اعدام شد. اکنون از او به عنوان یک شهید در کره جنوبی یاد می‌شود، جایی که از این حمله گاهی به عنوان «اقدام میهنی لی بونگ چانگ» یاد می‌شود.
پس از حمله، مقام‌های ژاپنی جستجوی خود را برای کیم کو و سایر اعضای دولت در تبعید کره که بودجه این عملیات را تأمین کرده بودند، افزایش دادند.